# Agrilus ulaangomiensis
Agrilus ulaangomiensis é uma espécie de inseto do género Agrilus, família Buprestidae, ordem Coleoptera.
Foi descrita cientificamente por Cobos, 1972.